# Ринія
Ринія (Rhynia) — викопний вид примітивних рослин відділу риніофіт (Rhyniophyta), що існував у ранньому девоні. Скам'янілі відбитки рослини знайдено у 1910-х роках у формації Райнієві кремені в області Абердиншир на сході Шотландії.

## Опис
Судинні, наземні рослини. Відзначено чергування спорофітного та ембріофітного поколінь. Ребристі стебла відростали від горизонтального кореневища, яке утворене ризоїдами. Спорангії подвійні. Пагони з спорангіями сягали до 50 см заввишки. Діаметр пагона був трохи більше 5 мм, листя відсутнє.